# Ana de Orleães
Ana Helena Maria de Orléans (em francês: Anne Hélène Marie d’Orléans; Le Nouvion-en-Thiérache, 5 de agosto de 1906 – Sorrento, 19 de março de 1986), foi uma princesa francesa da Casa de Orléans por nascimento e Duquesa de Aosta pelo seu casamento com o príncipe Amadeu, Duque de Aosta. A terceira filha do príncipe João, duque de Guise, e de sua esposa, a princesa Isabel Maria de Paris.

## Família
Ana era a segunda filha do príncipe João, duque de Guise, e da sua esposa, a princesa Isabel de Orleães.
Tinha duas irmãs mais velhas, Isabel de Orleães, casada primeiro com Bruno, Conde de Harcourt, e depois com Pierre Murat, Príncipe Murat e Francisca de Orleães, casada com Cristóvão da Grécia e Dinamarca, e um irmão mais novo, Henrique de Orleães, conde de Paris, casado com a Isabel de Orleães e Bragança.

## Casamento e descendência

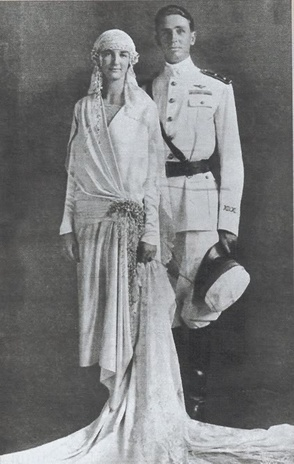
Ana com o marido, Amadeu

Ana casou-se a 5 de novembro de 1927, em Nápoles, na Itália, com o príncipe Amadeu de Saboia, duque de Aosta, filho do príncipe Amadeu Felisberto, duque de Aosta, e da princesa Helena de Orleães. Juntos, tiveram duas filhas:
1. Margarida de Saboia-Aosta (nascida a 17 de abril de 1930), casada com o arquiduque Roberto da Áustria-Este, segundo filho do último imperador da Áustria, Carlos I; com descendência.
2. Maria Cristina de Saboia-Aosta (nascida a 10 de setembro de 1933), casada com o príncipe Casimiro de Bourbon-Duas Sicílias; com descendência.

## Genealogia
| Francisca de Orleães | Pai: João, Duque de Guise | Avô paterno: Roberto de Orléans                  | Bisavô paterno: Fernando Filipe, Duque d'Orleães |
| Francisca de Orleães | Pai: João, Duque de Guise | Avô paterno: Roberto de Orléans                  | Bisavó paterna: Helena de Mecklemburgo-Schwerin  |
| Francisca de Orleães | Pai: João, Duque de Guise | Avó paterna: Francisca de Orleães                | Bisavô paterno: Francisco Fernando de Orléans    |
| Francisca de Orleães | Pai: João, Duque de Guise | Avó paterna: Francisca de Orleães                | Bisavó paterna: Francisca de Bragança            |
| Francisca de Orleães | Mãe: Isabel de Orleães    | Avô materno: Filipe, Conde de Paris              | Bisavô materno: Fernando Filipe, Duque d'Orleães |
| Francisca de Orleães | Mãe: Isabel de Orleães    | Avô materno: Filipe, Conde de Paris              | Bisavó materna: Helena de Mecklemburgo-Schwerin  |
| Francisca de Orleães | Mãe: Isabel de Orleães    | Avó materna: Maria Isabel de Orléans-Montpensier | Bisavô materno: António de Orleães               |
| Francisca de Orleães | Mãe: Isabel de Orleães    | Avó materna: Maria Isabel de Orléans-Montpensier | Bisavó materna: Luísa Fernanda de Bourbon        |